# Regiunea Lipețk
Regiunea Lipețk (rusă Липецкая область) este o regiune de pe teritoriul Rusiei.

## Orașe cu populația de peste 10.000 loc. la ultimul recensământ
| Numele orașului | Numele rusesc | Locuitori recensământ 2002 |
| --------------- | ------------- | -------------------------- |
| Lipețk          | Липецк        | 506.114                    |
| Eleț            | Елец          | 116.726                    |
| Greazi          | Грязи         | 47.478                     |
| Dankov          | Данков        | 23.249                     |
| Lebedeanî       | Лебедянь      | 22.966                     |
| Usmanî          | Усмань        | 20.133                     |
| Ceaplighin      | Чаплыгин      | 13.656                     |
| Zadonsk         | Задонск       | 10.473                     |
| Dobrinka        | Добринка      | 10.153                     |